# Фултон (Індіана)
Фултон (англ. Fulton) — місто (англ. town) в США, в окрузі Фултон штату Індіана. Населення — 303 особи (2020).

## Географія
Фултон розташований за координатами 40°56′46″ пн. ш. 86°15′51″ зх. д. / 40.94611° пн. ш. 86.26417° зх. д. (40.946147, -86.264180).  За даними Бюро перепису населення США в 2010 році місто мало площу 0,46 км², уся площа — суходіл.

## Демографія
Згідно з переписом 2010 року, у місті мешкали 333 особи в 128 домогосподарствах у складі 89 родин. Густота населення становила 724 особи/км².  Було 145 помешкань (315/км²).
Расовий склад населення:
| - 98,2 % — білих - 1,8 % — осіб інших рас |

До двох чи більше рас належало 0,0 %. Частка іспаномовних становила 2,1 % від усіх жителів.
За віковим діапазоном населення розподілялося таким чином: 30,3 % — особи молодші 18 років, 54,1 % — особи у віці 18—64 років, 15,6 % — особи у віці 65 років та старші. Медіана віку мешканця становила 36,9 року. На 100 осіб жіночої статі у місті припадало 103,0 чоловіків;  на 100 жінок у віці від 18 років та старших — 95,0 чоловіків також старших 18 років.
Середній дохід на одне домашнє господарство  становив 48 129 доларів США (медіана — 47 143), а середній дохід на одну сім'ю — 46 197 доларів (медіана — 41 406). Медіана доходів становила 35 000 доларів для чоловіків та 20 000 доларів для жінок. За межею бідності перебувало 26,4 % осіб, у тому числі 43,9 % дітей у віці до 18 років та 10,3 % осіб у віці 65 років та старших.
Цивільне працевлаштоване населення становило 225 осіб. Основні галузі зайнятості: освіта, охорона здоров'я та соціальна допомога — 32,9 %, виробництво — 21,3 %, роздрібна торгівля — 15,1 %.